# 波諾羅戈縣
波諾羅戈縣是印度尼西亞東爪哇省轄下的一個縣份，位於東經111°17′至111°52′，北緯7°49′至8°20′之間，佔地1,371.78平方公里，海拔最低點達92米，海拔最高點達2,563米。本縣位於東爪哇省西部，西邊與中爪哇省接壤，縣治波諾羅戈鎮位於省會泗水市西南邊220公里。根據2015年人口普查的結果，波諾羅戈縣共有人口1,130,648人。
波諾羅戈縣的建縣紀念日是8月11日，因為巴塔拉·加東在1496年8月11日成為第一代波諾羅戈國公。波諾羅戈公國在1837年改為縣，同時在中城區（而不是公國的首府——老城區）設治。自1944年以來，波諾羅戈縣已經經歷過17個縣長的統治。
波諾羅戈縣是爪哇族民間舞蹈——虎面孔雀羽冠舞的發祥地，因此又稱為「虎面孔雀羽冠舞之都」或「虎面孔雀羽冠舞之鄉」。另外波諾羅戈縣還設有多所伊斯蘭教習經院，所以又有「習經院之都」之稱。
波諾羅戈縣在每年爪哇曆1月舉行一連串的節慶活動，稱為元月慶典，節目包括虎面孔雀羽冠舞表演、歷史文化巡遊、以及在額貝爾湖舉行的祈福活動。
旅客可在泗水或茉莉芬乘搭巴士前往本縣。連接茉莉芬和本縣的鐵路已於1988年廢線，恢復這條鐵路線的計劃也因為拆遷問題複雜而無法推行。

## 外部連結
- 波諾羅戈縣政府網站 （页面存档备份，存于） （印尼文）